# Глушицы (Ивановская область)
Глушицы — деревня в Южском районе Ивановской области, входит в состав Новоклязьминского сельского поселения.

## География
Деревня расположена на берегу реки Клязьма в 6 километрах на север от центра поселения села Новоклязьминское в 14 километрах на юг от Южи.

## История
В XIX и первой четверти XX века деревня входила в состав Рыльской волости Вязниковского уезда Владимирской губернии, с 1925 года — в составе Южской волости Шуйского уезда Иваново-Вознесенской губернии. В 1859 году в деревне числилось 21 двора, в 1905 году — 38 дворов.
С 1929 года деревня входила в состав Рыловского сельсовета Вязниковского района, с 1934 года — в составе Южского района, с 1981 года — в составе Новоклязьминского сельсовета, с 2005 года — в составе Новоклязьминского сельского поселения.

## Население
| 1859 | 1905 | 2010 |
| ---- | ---- | ---- |
| 181  | ↗277 | ↘159 |